# سولمون نورثوب

توقيع سولمون نورثوب

سولمون نورثوب (بالإنجليزية: Solomon Northup) ، من مواليد 10 يوليو 1808م، وهو مواطن أمريكي ومزارع معروف، وعازف كمان، وتعرض للعبودية مدة 12 عاماً، ونشأ في جبال آديرونداك، والتي تقع في الجزء الشمالي من ولاية نيويورك، وتزوج سولمون من آن هامبتون عام 1820م، وعاش الزوجان في المنزل، وكما عمل في مزرعة والده على قناة شامبلين بين فورت إدوارد والطرف الجنوبي من بحيرة شامبلين، وتعرض سولمون للرق والعبودية لفتره أمتدت إلى إثنا عشر عاماً.
قصة سولومون تكشف بشاعة نظام الرق والعبودية في أمريكا وتظهر وحشية المستوطنين البيض في تعاملهم مع السود واعتبارهم حيوانات مملوكه لهم يتصرفون بها كما شاوؤا.
استدرج من قبل تاجري رقيق وتم تخديره في رحلة إلى واشنطن العاصمة في ربيع عام 1841 وبيعه إلى تاجر رقيق وتم نقله بالسلاسل إلى سفينة حيث تم بيعه في سوق العبيد في نيو أورليانز، استطاع سولومون استعادة حريته بعد 12 سنه من العبودية عانى فيها كثيرا لكنه اصراره وتمسكه بالحرية ادى لتحريره بمساعدة بعض البيض الرافضين لنظام الرق وعاد إلى زوجته واولاده ورفع دعوى ضد خاطفيه لكن انحياز القضاء حال دون ادانة خاطفيه، وفي عام 1853 الف رواية ( اثني عشر عام من العبودية ) حيث حازت على شهره واسعه وتم تحويلها إلى فيلم روائي نال جائزة الاوسكار عن أفضل فيلم.
لم تعرف نهاية سولومون حيث اختفى في عام 1857 ولازال اختفاؤه لغزا.

## مصدر
1. 1 2  Eileen Southern (1982), Biographical Dictionary of Afro-American and African Musicians (بالإنجليزية), Greenwood Publishing Group, OL:24704075M, QID:Q51333926
2. ↑  David Lionel Smith (29 Nov 2017). "Northup, Solomon (July 1808–1863?), author". American National Biography Online (بالإنجليزية). DOI:10.1093/ANB/9780198606697.ARTICLE.1601211. ISSN:1470-6229. QID:Q103873403.
3. ↑  مكتبة البرتغال الوطنية | Solomon Northup، QID:Q245966
4. ↑  BlackPast.org (بالإنجليزية), QID:Q30049687
5. ↑  نورثوب في موقع سكاي نيوز عربية http://www.skynewsarabia.com/web/article/591287/يعرفه-أحد-12-عاما-العبودية نسخة محفوظة 2020-08-11 على موقع واي باك مشين.
6. ↑  "كتاب اثنا عشر عاما من العبودية بالعربية". مؤرشف من الأصل في 2024-07-28.

## وصلات خارجية
- سولمون نورثوب على موقع IMDb (الإنجليزية)
- سولمون نورثوب على موقع الموسوعة البريطانية (الإنجليزية)
- سولمون نورثوب على موقع قاعدة بيانات الفيلم (الإنجليزية)